# Diana Winstanley
Diana Winstanley (* 1960; † 5. Juli 2006 in Guildford) war eine britische Wirtschaftswissenschaftlerin.

## Leben
Winstanley lehrte zunächst an der Tanaka Business School des Imperial College London, 2005 wechselte sie an die Kingston Business School der Kingston University in London.
Am 5. Juli 2006 tötete sich Diana Winstanley selbst. In ihrem Andenken stiftete die Universität vier Stipendien für ausländische Studenten.

## Lehre
Winstanley arbeitete in den Bereichen, in denen sich Theorie und Praxis kreuzen. Sie trug zu verschiedenen Disziplinen bei, darunter Managemententwicklung, Lernen im Management, Human Resource Management, Ethik und Stakeholder-Management.
In letzterem ist sie vor allem für die Einteilung von Machtverhältnissen in einem zweidimensionalen Modell bekannt:
| Stakeholder-Macht nach D. Winstanley | Stakeholder-Macht nach D. Winstanley | Einfluss auf die Bewertungskriterien:   | Einfluss auf die Bewertungskriterien: |
| Stakeholder-Macht nach D. Winstanley | Stakeholder-Macht nach D. Winstanley | Niedrig                                 | Hoch                                  |
| ------------------------------------ | ------------------------------------ | --------------------------------------- | ------------------------------------- |
| Einfluss auf das operative Geschehen | Hoch                                 | Macht auf Armes Länge Arms Length Power | Umfassende Macht Comprehensive Power  |
| Einfluss auf das operative Geschehen | Niedrig                              | Entmachtet disempowered                 | Operative Macht operations power      |

Neben diesen Forschungen verband Winstanley die Emotionalität des Menschen mit den Wirkungen auf Organisationen. Beispiele hierfür sind Untersuchungen von Frauen, die nach einer Geburt in die Organisation zurückkehren, zu postpartalen Stimmungskrisen oder Lernschocks internationaler Studenten in Zusatzausbildungen in Großbritannien. Ein weiteres Forschungsfeld waren für sie marginalisierte Gruppen im Arbeitsumfeld. Sie verwendete zunehmend narrative Elemente und Storytelling zur Vermittlung ihrer Forschungsergebnisse.
Ein weiteres Thema war ihre persönliche Betroffenheit, durch die Bekanntheit ihres Vaters Michael Winstanley stets an diesem gemessen zu werden. Daraus erwuchs ihre Forschung über die Identitätsentwicklung im Arbeitsleben, aber auch über die Zersplitterung der Identität unter dem Druck verschiedener Rollen. Ihre Forschungen bilden einen neuen Ansatz der Managementforschung.

## Veröffentlichungen
- Case Studies in Personnel. 1992
- Managing in the NHS: A Study of Senior Executives. 1996
- Management Development: Strategy and Practice. 1998
- Ethical Issues in Contemporary Human Resource Management. 2000
- Personal Effectiveness - A Guide to Action. 2005